# Pidjon ha-Ben

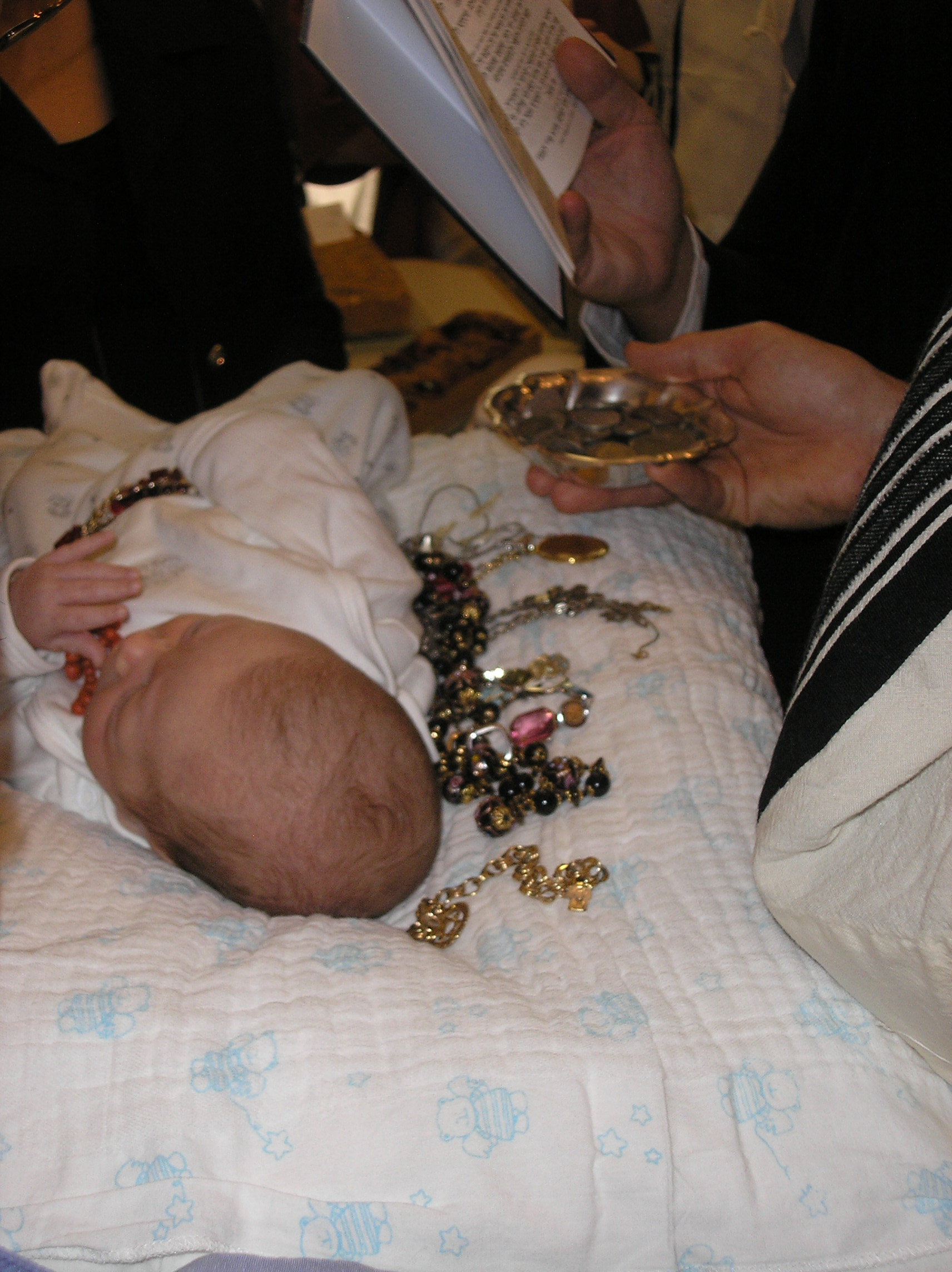
Pidjon ha-Ben

Pidjon ha-Ben (hebräisch פדיון הבן Auslösung des Sohnes) ist ein im orthodoxen Judentum vorgeschriebener, auf Ex 13,2 ff. beruhender Ritus für erstgeborene Söhne.
Auslösung wird auch für einzelne Nutztiere, insbesondere erstgeborene Esel durchgeführt.

## Hintergrund
Wenn der erstgeborene Sohn dreißig Tage alt geworden ist, muss man ihn vom Priester am einunddreißigsten Tag „auslösen“. Ist dies ein Schabbat oder ein anderer biblischer Feiertag, muss die Zeremonie um einen bzw. je nach Feiertag zwei Tage verschoben werden, weil an diesem Tag kein Geld berührt werden darf. „Erstgeborener“ (Bechor) in dieser Hinsicht ist jener Sohn, der als Erster aus dem Schoß seiner Mutter kommt (durch dessen Geburt die Frau zur Erstgebärenden wird) und das Licht der Welt erblickt. Mit anderen Worten: Selbst wenn der Säugling nicht der Erstgeborene seines Vaters ist – aber der seiner Mutter –, muss er ausgelöst werden.
Der Sohn muss nicht ausgelöst werden, wenn der Vater ein Cohen oder Levit oder seine Mutter die Tochter eines Cohens oder Leviten ist. Auch wenn ein Kind durch einen Kaiserschnitt auf die Welt gekommen ist, muss es nicht ausgelöst werden. Nach Schwangerschaftsabbrüchen besteht eine besondere Situation, die zumeist eine rabbinische Entscheidung nötig macht.
Die Pflicht, den Erstgeborenen auszulösen, ist die zweite Pflicht seines Vaters (die erste ist die Beschneidung). Wurde der Säugling nicht von seinem Vater ausgelöst, muss er es später selbst nachholen – wie er auch die Beschneidung nachholen muss, wenn sein Vater ihn nicht beschnitten hat. Eine bis zum dreißigsten Tag nicht vorgenommene Beschneidung (beispielsweise weil das Kind geschwächt ist) befreit den Vater nicht von der Pflicht zur Auslösung.
Alle Erstgeborenen sind Gott geheiligt (im tradierten Erbrecht gebührt dem Erstgeborenen der doppelte Anteil). Wenn ein erstgeborener Sohn auf die Welt kommt, löst man ihn aus – weil der Cohen, der Priester, die Aufgabe des Tempeldiensts übernommen hat, die eigentlich diesem Erstgeborenen zugedacht war. Auch wenn der Tempel heute nicht mehr besteht, führt das rabbinische Judentum die Auslösung fort.

## Zeremonie

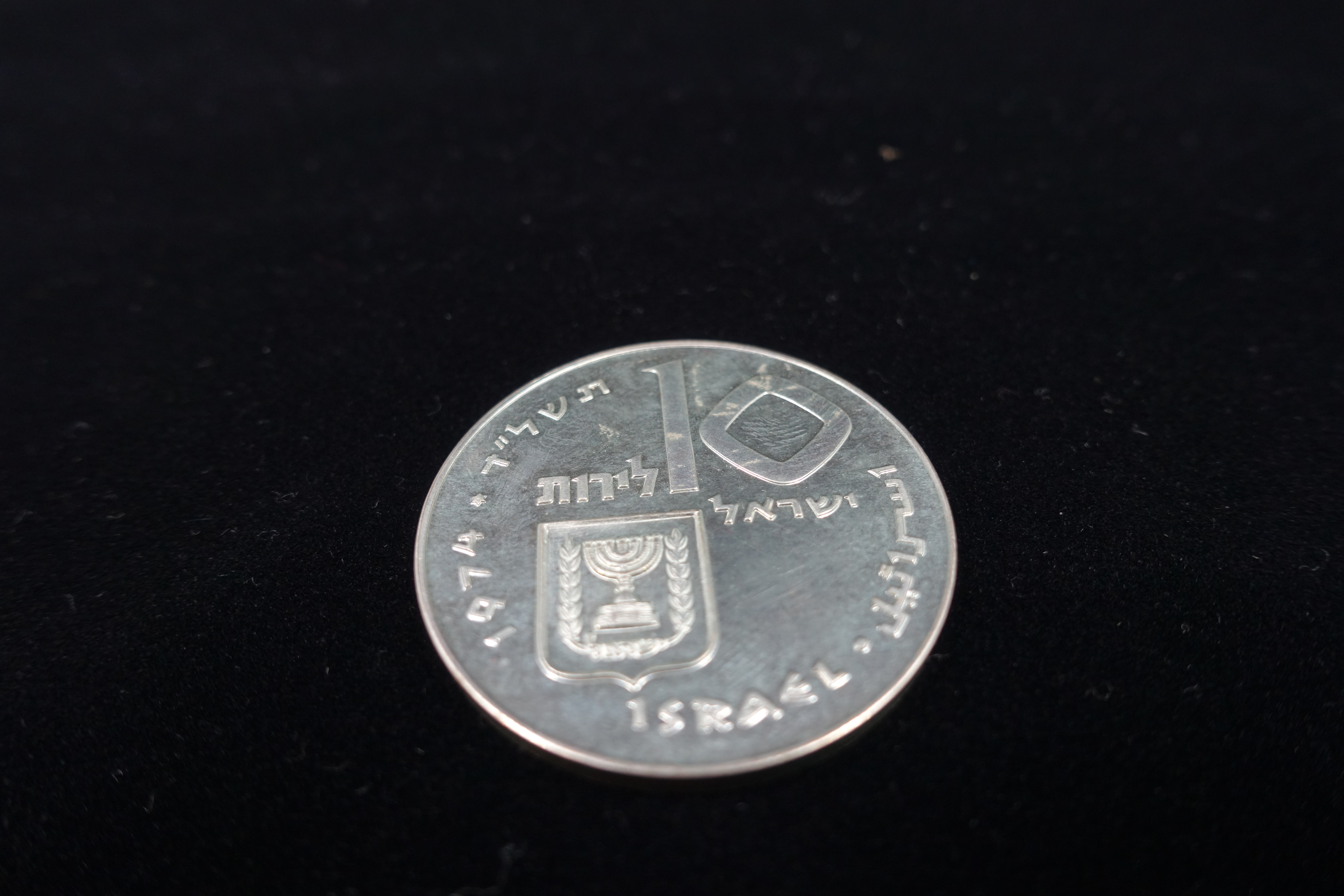
Pidjon-Ha-Ben-Münze aus Israel, 1974; in der Sammlung des Jüdischen Museums der Schweiz

Der Säugling muss mit fünf Silbermünzen (Sela’im), deren Reinsilbergewicht mindestens 117 Gramm beträgt, ausgelöst werden. Solche Münzen werden von der Bank von Israel geprägt. Es können auch andere reine Silbermünzen verwendet werden. Dieser Betrag darf nicht direkt an den Vater zurückerstattet werden, und der Empfänger darf ihn frei verwenden. Der Lohn wird aber für den Cohen hauptsächlich darin bestehen, durch seine Dienste eine Mizwa erfüllt zu haben.
Die Auslösungszeremonie beginnt damit, dass sich alle Anwesenden die Hände waschen, danach nehmen alle ein kleines Stück Brot mit Salz zu sich. Die Gabe der fünf Münzen an den Cohen als „Lösegeld“, begleitet von Segenssprüchen, kann auch ohne den Säugling durchgeführt werden. Sie findet während einer Pflichtmahlzeit (Se’udat Mizwa) statt und muss tagsüber stattfinden. Im Allgemeinen findet die Zeremonie in den Nachmittagsstunden statt, und die anschließende Mahlzeit zieht sich bis zum Abend hin. Es gibt Ausnahmen, z. B. zur Umgehung des Schabbat, an dem man keine „Geschäfte“ macht.